# Arierparagraf
En arierparagraf betegner afsnit i love, bestemmelser, vedtægter, statutter eller lignende der begrænser medlemskab til kun at gælde såkaldte ariere. Sådanne paragraffer havde været brugt i Østrig og Tyskland siden 1880'erne, i Nazi-Tyskland var de især rettet mod jøder.